# NGC 5533
NGC 5533 is een spiraalvormig sterrenstelsel in het sterrenbeeld Ossenhoeder. Het hemelobject werd op 1 mei 1785 ontdekt door de Duits-Britse astronoom William Herschel.

## Synoniemen
- UGC 9133
- MCG 6-31-89
- ZWG 191.72
- IRAS 14140+3534
- PGC 50973